# Maherivaratra
Maherivaratra is een plaats in Madagaskar gelegen in de regio Diana. In 2001 telde de plaats bij de volkstelling 4151 inwoners.
De plaats heeft als functie van lokaal vliegveld. De plaats heeft alleen een basisschool. 59 % van de bevolking is landbouwer. Er wordt met name catechu verbouwd, maar koffie en rijst komen ook voor. 1% van de bevolking is werkzaam in de dienstensector en ten slotte 40% in de visserij.